# Ainsi va la vie (film, 2014)
Pour les articles homonymes, voir Ainsi va la vie.
Pour plus de détails, voir Fiche technique et Distribution.
Ainsi va la vie ou C'est pas si simple au Québec(And So It Goes) est une comédie romantique américaine réalisée par Rob Reiner et sortie en 2014.

## Synopsis
Un agent immobilier veuf, cynique et égoïste, Oren Little (Michael Douglas), demande de l'aide à sa voisine quand il se retrouve avec la charge de sa petite-fille de neuf ans, dont il n'avait jamais soupçonné l'existence jusqu'à ce que son fils, qui doit aller en prison, vienne la lui confier de force.

## Fiche technique
- Titre original : And So It Goes
- Titre français : Ainsi va la vie
- Titre québécois : C'est pas si simple
- Réalisation : Rob Reiner
- Scénario : Mark Andrus
- Direction artistique : Matteo De Cosmo et	Jan Jericho
- Décors : Carrie Stewart
- Costumes : Leah Katznelson et Ellen Mirojnick
- Photographie : Reed Morano
- Montage : Dorian Harris
- Musique : Marc Shaiman
- Production : Mark Damon, Alan Greisman et Rob Reiner
- Sociétés de production : Castle Rock Entertainment, Foresight Unlimited et Envision Entertainment
- Budget : 18 000 000 $
- Pays d’origine :  États-Unis
- Langue originale : anglais
- Format : couleur - 35 mm - 2,35:1 - son Dolby Digital
- Genre : comédie romantique, drame
- Durée : 94 minutes
- Dates de sortie :
  - États-Unis : 25 juillet 2014
  - Canada : 25 juillet 2014
  - Belgique : 1er octobre 2014
  - France : 14 septembre 2016

## Distribution
- Michael Douglas (VQ : Marc Bellier) : Oren Little
- Diane Keaton (VQ : Élizabeth Lesieur) : Leah
- Sterling Jerins (en) (VQ : Marguerite D'Amour) : Sarah
- Annie Parisse (VQ : Pascale Montreuil) : Kate
- Austin Lysy (VQ : Alexis Lefebvre) : Kyle
- Michael Terra (VQ : Tom-Eliot Girard) : Peter
- Sawyer Tanner Simpkins : Dylan
- Maxwell Simkins : Caleb
- Maurice Jones : Ray
- Yaya DaCosta : Kennedy
- Scott Shepherd : Luke
- Andy Karl : Ted
- Frances Sternhagen : Claire
- Frankie Valli : Le propriétaire du club
- Luke Robertson : Jason
- Meryl Williams : Rita
- David Aaron Baker : David Shaw
- Johnny Tran : Le Duc
- Albert Jones : Reggie
- Amirah Vann : Rashida
- Luis Augusto Figueroa : Mario
- Paloma Guzmán : Selena
- Rob Reiner : Artie
- Dave Leitch : Le bassiste du groupe de Leah
- Murphy Occhino : Le batteur du groupe de Leah
- Mary Rasmussen : La serveuse
- Alvin Crawford : Une aide médicale d'urgence
- Mina Mirkhah : Une aide médicale d'urgence
- Theo Stockman : L'employé de l'animalerie
- Kerry Flanagan : La réceptionniste
- Tony Bailey : Le conducteur du camion de déménagement (non crédité)